# Julian White
Pour les articles homonymes, voir White.

a Compétitions nationales et continentales officielles uniquement.

b Matchs officiels uniquement.
Dernière mise à jour le 5 février 2024.
Julian Martin White, né le 14 mai 1973 à Plymouth (Angleterre), est un joueur anglais de rugby à XV. Jouant au poste de pilier, il compte 51 sélections en équipe d'Angleterre et 4 sélections avec les Lions britanniques et irlandais.

## Carrière

### En équipe nationale
Il a honoré sa première cape internationale en équipe d'Angleterre le 17 juin 2000 contre l'équipe d'Afrique du Sud. 

## Palmarès

### En club
- Championnat d'Angleterre
  - Champion : 2007, 2009 et 2010.
  - Vice-champion : 2005, 2006, 2008, 2011 et 2012
- Coupe d'Europe
  - Finaliste : 2007 et 2009.
- Coupe d'Angleterre
  - Champion : 2007 et 2012.
  - Finaliste : 2008

### En équipe nationale
- 51 sélections en équipe d'Angleterre entre 2000 et 2009
- Sélections par année : 4 en 2000, 6 en 2001, 3 en 2002, 6 en 2003, 8 en 2004, 1 en 2005, 11 en 2006, 5 en 2007, 7 en 2009.
- Tournois des Six Nations disputés : 2001, 2002, 2003, 2004, 2005, 2006, 2007, 2009
- Grand chelem : 2003
- Vainqueur du tournoi des six nations : 2001
- 3 sélections avec les Lions britanniques en 2005

En coupe du monde :
- 2003 : champion du monde, 2 sélections (Samoa, Uruguay)